# Kraftwerk Matimba
Das Kraftwerk Matimba ist ein Kohlekraftwerk des staatlichen südafrikanischen Energieversorgers Eskom mit einer installierten Leistung von knapp 4 GW in der Provinz Limpopo. Das Wort Matimba steht in der in dieser Region gesprochenen Bantusprache Xitsonga für Leistung. Das Kraftwerk besteht aus in Summe sechs Blöcken mit einer elektrischen Leistung von je 665 MW. Die für den Betrieb nötige Kohle wird primär aus dem nahegelegenen Tagebau Grootegeluk im Kohleabbaugebiet Waterberg gewonnen. Im Durchschnitt werden ca. 1660 Tonnen Kohle pro Stunde im Kraftwerk verbrannt, bei maximaler Leistung liegt der Kohleverbrauch bei ca. 2100 Tonnen Kohle pro Stunde. Der Transport der Kohle vom Tagebau zum Kraftwerk erfolgt mittels eines 7 km langen Gurtbandförderers.
Das Kraftwerk Matimba ist das weltweit leistungsmäßig größte Kohlekraftwerk, das mit ausschließlicher Luftkühlung betrieben wird. Dieser technisch nicht optimale Betriebszustand ist durch den Mangel an ausreichendem Kühlwasser in der Region bedingt. Neben der Wasserknappheit ist die Luft in der Region durch das Kraftwerk, dieses weist eine unzureichende Rauchgasreinigung auf, mit Schadstoffen belastet. Das Kraftwerk ist mit ca. 24 Millionen Tonnen CO2 pro Jahr nach dem Kraftwerk Kendal der zweitgrößte Kohlenstoffdioxidemittent in Südafrika.